# Urotheelkanker
Urotheelkanker ofwel urotheelcarcinoom of urotheelcelcarcinoom is een vorm van kanker die optreedt in het urotheel. Het urotheel is het overgangsepitheel (slijmvlies) dat de bekleding vormt van het nierbekken (pyelum), de urineleider (ureter), de urineblaas (cystis) en de urinebuis (urethra).
Urotheelkanker vindt in 95% van de gevallen plaats in de blaas; het is dan blaaskanker. Dat komt omdat kankerverwekkende stoffen, als die door de nieren worden afgescheiden om het lichaam te verlaten, het langst kunnen inwerken op het urotheel van de blaas, omdat de urine daar wordt opgeslagen, terwijl de urine snel wordt doorgevoerd door het nierbekken en de urineleider. Urotheelkanker komt dan ook zelden voor in de hoge urinewegen (urineleider en nierbekken; Engels: Upper Tract Urothelial Carcinoma UTUC). In de nieren komt ook een ander type kanker voor. Het gaat in zo'n 10% van alle gevallen van nierkanker om urotheelkanker.
Als er kanker in het urotheel van de urineleider of van het nierbekken zit, is er een grotere kans dat het ook optreedt in het urotheel van de blaas en van de urineleider, en als er kanker in het urotheel van het nierbekken zit, is er een grotere kans dat het ook optreedt in het urotheel van de blaas en van het nierbekken. Ook kanker die in het urotheel van de blaas begint kan zich uitbreiden naar het urotheel van de urineleider of van het nierbekken.
Bij een kijkonderzoek, endoscopie wordt de binnenkant van een orgaan onderzocht met behulp van een stijf buisje of een flexibele slang met aan het uiteinde een camera. In sommige gevallen wordt er meteen een kleinere behandeling uitgevoerd. Voor het vaststellen van urotheelkanker wordt gebruikgemaakt van verschillende vormen van kijkonderzoek in het urineweggebied:
- urethroscopie: een kijkonderzoek van de urethra (plasbuis)
- cystoscopie: een kijkonderzoek van de cystis (blaas)
- ureteroscopie: een kijkonderzoek van de ureter (urineleider)
- pyeloscopie: een kijkonderzoek van het pyelum (nierbekken) ofwel renoscopie: een kijkonderzoek van de ren (nier, ook nephros) (dit beperkt zich meestal tot het nierbekken, daarom worden beide termen gebruikt voor hetzelfde kijkonderzoek)

De laatste twee worden vaak gecombineerd, en worden dan uretero-pyeloscopie, ofwel uretero-renoscopie genoemd. Dit onderzoek wordt vaak gecombineerd met het verwijderen van weefsel en wordt bijvoorbeeld vaak toegepast bij hardnekkige nierstenen die niet uit zichzelf passeren en ook bij een (vermoeden van een) tumor in het nierbekken. Bij een kleine tumor kan deze soms meteen worden weggenomen of kan er een biopsie (biopt) worden genomen. Er wordt een spoelvloeistof gebruikt om de urineleider te verwijden. Soms is de urineleider vernauwd of kronkelig, waardoor de uretoscoop er toch niet gemakkelijk door kan, en raakt de wand van de urineleider beschadigd of doorboord (perforatie). In die gevallen kan de spoelvloeistof buiten de urineleider komen. Soms is een aparte operatie nodig om het defect te herstellen, waarbij soms een stent wordt geplaatst in de urineleider.